# Знак Святой Нины
Знак Святой Нины (крест Святой Нины) — знак отличия Общества восстановления Православного христианства на Кавказе, вручавшийся членам Общества.

## История
В XIX веке в результате войн Российской империи с Турцией и Персией, Закавказье было отвоёвано и присоединено к российским владениям. Для продвижения христианства на Кавказе в 1860 году образуется Общество восстановления православного христианства на Кавказе. Данное общество действовало через совет, учреждаемый в Тифлисе, под председательством наместника, с вице-председателем экзархом Грузии, и являлось благотворительным.
При определённых условиях активной деятельности член Общества распространения христианства на Кавказе становился пожизненным членом общества.
Членам данного общества присваивался один из 4 разрядов — в зависимости от суммы денег, которую они вносили на цели общества:
- 1-й разряд «Почётный член общества» присваивался за единовременный взнос в 2,5 тысячи рублей либо ежегодный по 250 рублей;
- 2-й разряд «Действительный член общества» — за единовременный взнос в 1,5 тысячи рублей либо ежегодный по 150 рублей;
- 3-й разряд «Член-сотрудник общества» — за единовременный взнос в 500 рублей либо ежегодный по 50 рублей;
- 4-й разряд «Член-ревнитель общества» — за единовременный взнос в 50 рублей либо ежегодный по 20 рублей.

Также для членов общества был учреждён особый знак отличия — крест Святой Нины, получивший своё название в честь святой Нины, с которой связано изначальное распространение христианства в Закавказье.
Знак учреждён на заседании Кавказского комитета 28 января 1860 года в присутствии императора Александра II и великого князя Константина Николаевича. По изначальному проекту князя А. И. Барятинского знак общества должен был иметь статус ордена, против чего выступил Александр II и другие члены Кавказского комитета. В итоге было принято положение, что знак будет служить только указанием на принадлежность к обществу.

## Внешний вид
Знак — прямой лапчатый крест. На лицевой стороне знака нанесено стилизованное изображение креста, сплетённого из терновых ветвей, на перекрестье которого наложен маленький крестик. На оборотной стороне на концах знака нанесены надписи старославянским шрифтом: на верхнем — «РАВНАПЛЬНАЯ» (Равноапостольная), на левом — «СвТАЯ» (Святая), на правом — «HiHA» (Нина), на нижнем — год учреждения Общества «1860».
Знак подразделялся на 4 степени, каждый из которых соответствовал своему разряду членов Общества.
Знак 1-й степени золотой, покрытый белой эмалью, с ажурными решётками в углах креста. Терновый крест нанесён зелёной эмалью, центральный крестик — золотой, надписи на обороте нанесены лиловой эмалью.
Знак 2-й степени аналогичен знаку 1-й степени, но без решёток в углах, а центральный крестик нанесён чёрной эмалью.
Знак 3-й степени аналогичен знаку 2-й степени, но не золотой, а серебряный.
Знак 4-й степени серебряный без эмалей, все изображения и надписи — выпуклые.
Знаки 1-й и 2-й степеней носились на шее на лиловой ленте, знаки 3-й и 4-й степеней носились на груди на такой же ленте.